# بشت تشنار (مقاطعة تشرام)
بشت تشنار (بالفارسية: پشت چنار) هي قرية تقع في قسم سرفارياب الريفي (مقاطعة تشرام) في إيران. يقدر عدد سكانها بـ 83 نسمة بحسب إحصاء 2016.